# Agrotis viguraea
Agrotis viguraea är en fjärilsart som beskrevs av George Francis Hampson 1903. Agrotis viguraea ingår i släktet Agrotis och familjen nattflyn. Inga underarter finns listade i Catalogue of Life.